# En plein boulot
Pour plus de détails, voir Fiche technique et Distribution.
En plein boulot (The Busy Beavers) est un court métrage d'animation américain, en noir et blanc de la série des Silly Symphonies réalisé par Burt Gillett, sorti le 30 juin 1931.

## Synopsis
Des castors construisent un barrage sur une petite rivière. Certains transportent le bois, d'autres préparent une sorte de ciment, D'autres encore sont chargés de faire des piquets qui seront plantés par une nouvelle équipe. 
Un peu plus loin, on scie des arbres au détriment des écureuils et d'un hibou. Le barrage est fini quand un terrible orage éclate. Un petit castor découvre alors une petite brèche qu'il va tenter de colmater avec l'aide d'une tortue. L'orage redouble, des vagues d'eau déferlent dans la rivière, le barrage résiste un peu, puis cède.
Pour sauver les habitations de ses compères, le petit castor finit par abattre un gros arbre qui se met en travers de la rivière pour retenir les eaux qui déferlent.

## Fiche technique
- Titre original : The Busy Beavers
- Autres titres :
  -  France : En plein boulot
- Série : Silly Symphonies
- Réalisateur : Burt Gillett
- Animateur[1] : Jack Cutting, Frenchy de Trémaudan, Dick Lundy, Tom Palmer, Joe D'Igalo, Rudy Zamora, George Lane, Charles Byrne, Harry Reeves, Jack King, Chuck Couch, Hardie Gramatky, Ben Sharpsteen, Les Clark, Marvin Woodward
- Décor : Emil Flohri, Carlos Manriquez
- Producteur : Walt Disney
- Société de production : Walt Disney Productions
- Distributeur : Columbia Pictures
- Date de sortie : 22 juin[2] ou 30 juin[3] 1931
  - Date annoncée[1]: 30 juin 1931
  - Dépôt de copyright[1] : 22 juin 1931
- Format d'image : Noir et blanc
- Son : Mono (Cinephone[2])
- Musique[1] : Frank Churchill
  - extrait de La Petite Tonkinoise (1906) de Georges Villard, Henri Christiné et Vincent Scotto
  - extrait de Furioso (1919) de John Zamecnik
- Durée : 7 min 07 s
- Pays de production :  États-Unis

## Commentaires
Ce film est l'œuvre d'une équipe de 16 animateurs ce qui est une première au sein des studios Disney. L'équipe était peut-être plus nombreuse car Ben Sharpsteen travaillait souvent avec des animateurs en cours d'apprentissage qui n'ont pas été nommés.
Le personnage principal, le petit castor, a été animé par au moins six artistes mais surtout Rudy Zamora, Ben Sharpsteen et Les Clark. Le film présente des gags légers sur les déconvenues de l'âge industriel dans les années 1930.